# 이름표

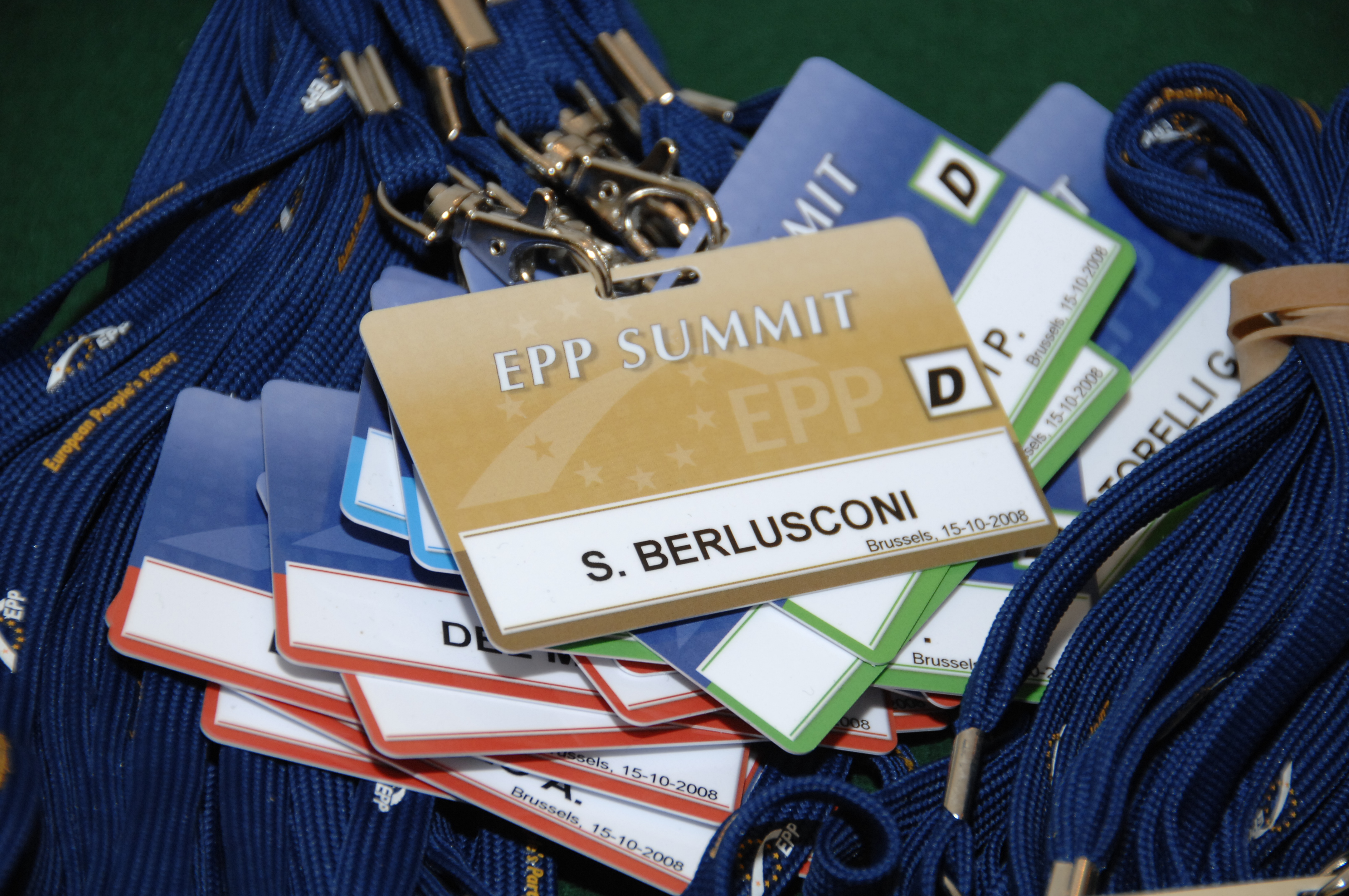
이름표

이름표( - 標) 또는 명찰(名札) 혹은 네임태그(영어: name tag)는 이름을 쓰는 표를 말한다.

## "Hello my name is" 스티커

"Hello my name is" 의 스티커 디자인.

1959년에 C-Line Products가 처음 도입한 "Hello my name is" 스티커는 상당히 대중화되었다.
수많은 그래피티 예술가들은 이 스티커들을 태그로 사용한 것으로 알려져 있다.

## 항공
여행사가 준비하는 것으로서 단체에 속한 고객의 짐에 행사 기간 동안 이름표를 붙여 놓을 수 있다. 여행사마다 다르므로 우리 행사에 참가한 고객의 짐이라는 것은 수하물 꼬리표라고도 하는데, 여행사 로고, 전화번호, 주소 등이 기재한다.

## 같이 보기
- 명패